# Mollusc Pond
Der Molusc Pond (englisch für Weichtiertümpel) ist ein etwa 50 m langer Tümpel an der Ingrid-Christensen-Küste des ostantarktischen Prinzessin-Elisabeth-Lands. Er liegt auf der Ostseite der Marine Plain in den Vestfoldbergen.
Das Antarctic Names Committee of Australia benannte ihn 1983 nach den am Westufer gefundenen fossilen Überresten von Schalenweichtieren.